# Amerikai költők, írók listája
Ez a lista az Amerikai Egyesült Államokban élt vagy élő költőket és írókat tartalmazza betűrendes névsorban. A listán az Egyesült Államok megalapítása előtti gyarmati kor szerzői is szerepelnek. A nevek mellett az évszám segít a tájékozódásban. (A legnagyobb klasszikusok és legolvasottabb szerzők neve vastagítva, a klasszikusok * jellel is jelölve.)
A Puerto Ricó-i szerzőket lásd külön, a lista végén.
Jelmagyarázat: 
 költő;  író;   drámaíró;  tudományos író;  vallási író;  magyarul olvasható*
| Ábécé szerinti tartalomjegyzék                      |
| --------------------------------------------------- |
| A B C D E F G H I J K L M N O P Q R S T U V W X Y Z |

A
- Megan Abbott (1971–)
- André Aciman (1951–)

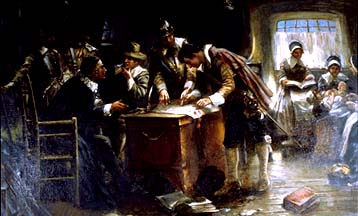
A plymouthi gyarmati kolónia alkotmányának megírása, 1620

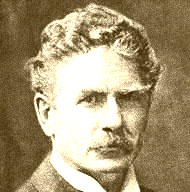
Ambrose Bierce

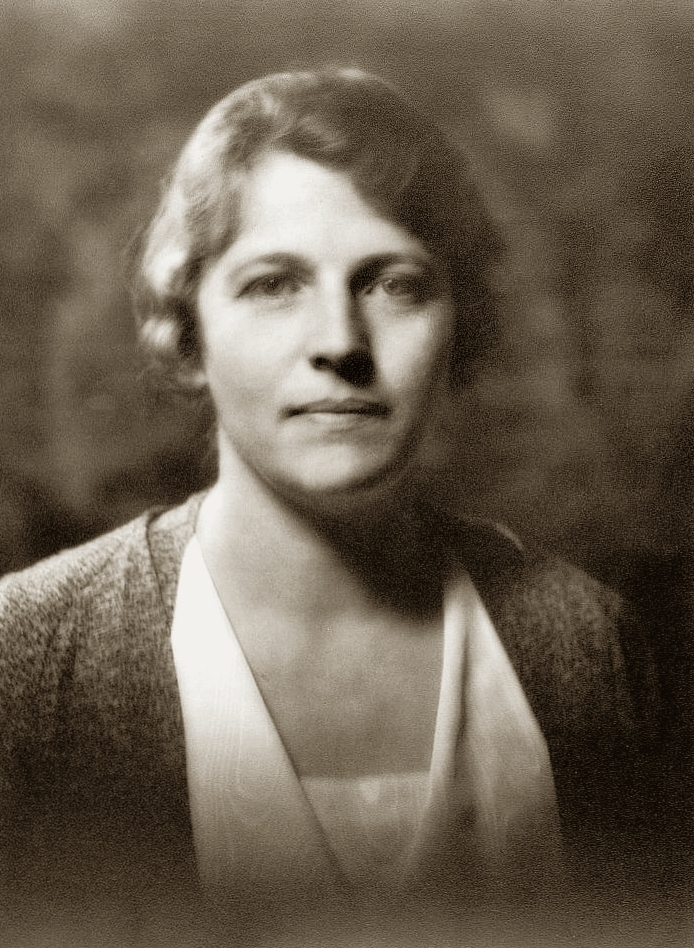
Pearl S. Buck

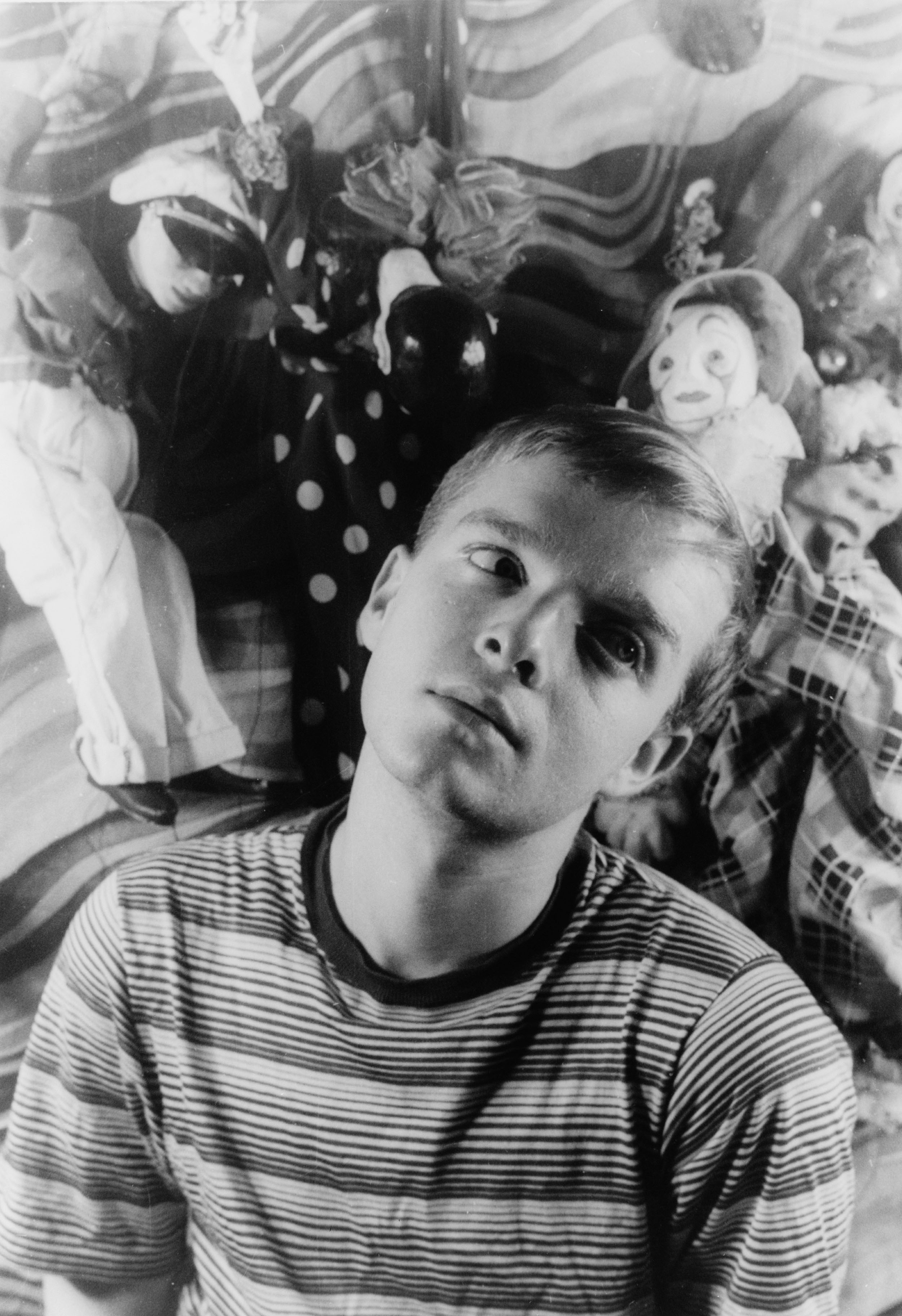
Truman Capote

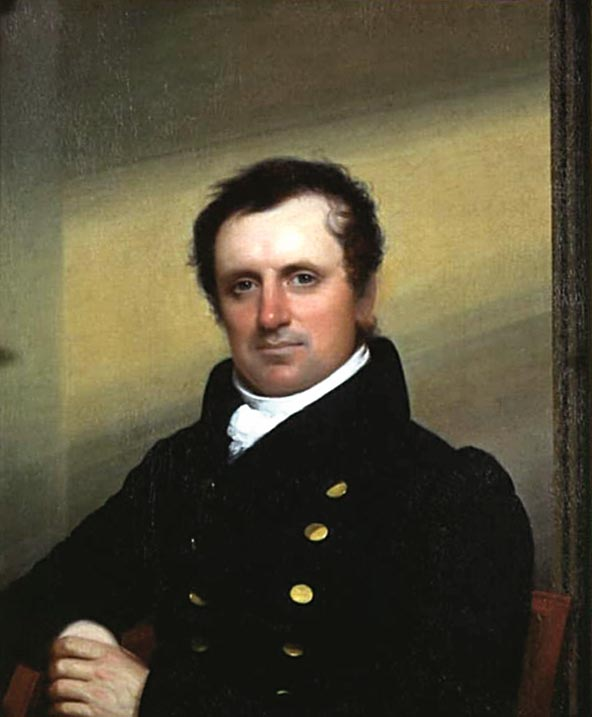
James Fenimore Cooper

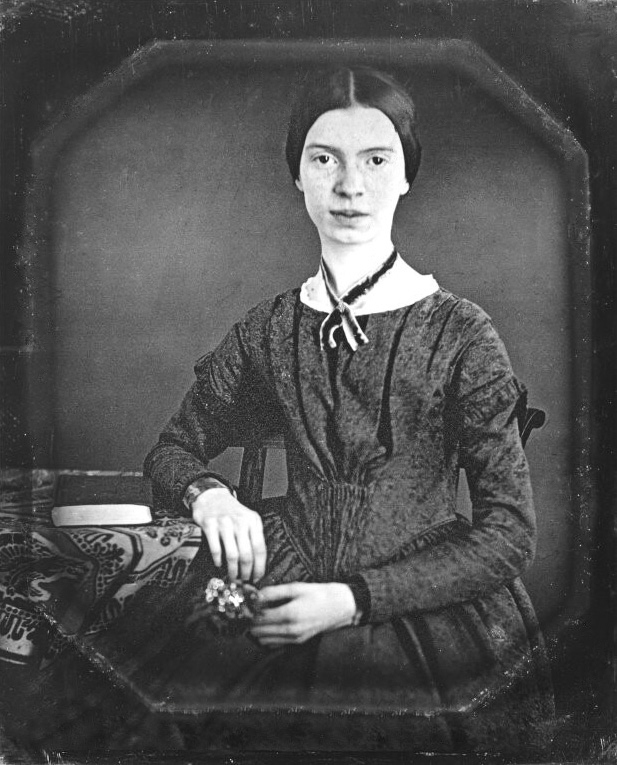
Emily Dickinson

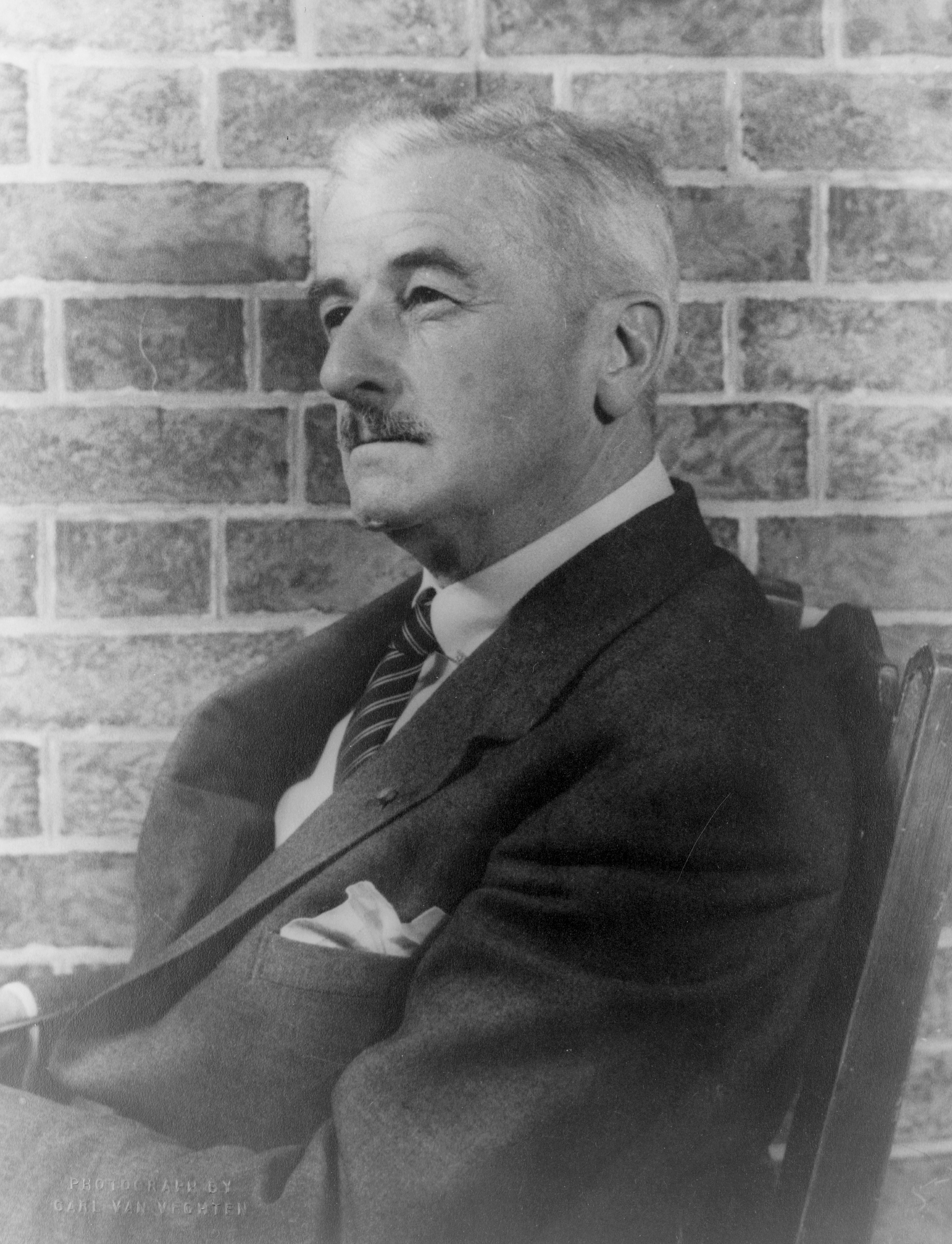
William Faulkner

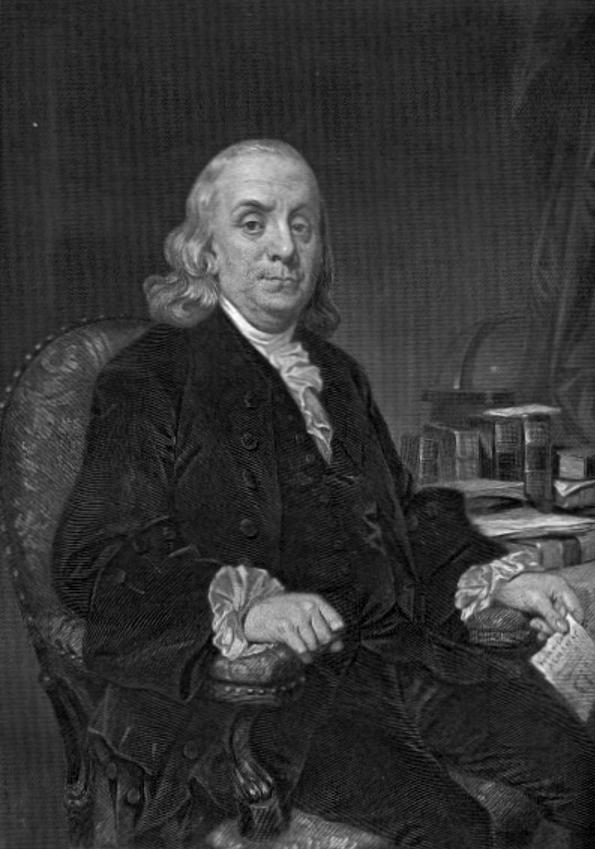
Benjamin Franklin

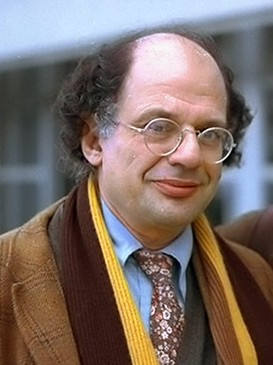
Allen Ginsberg

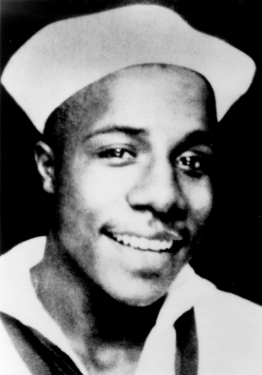
Alex Haley

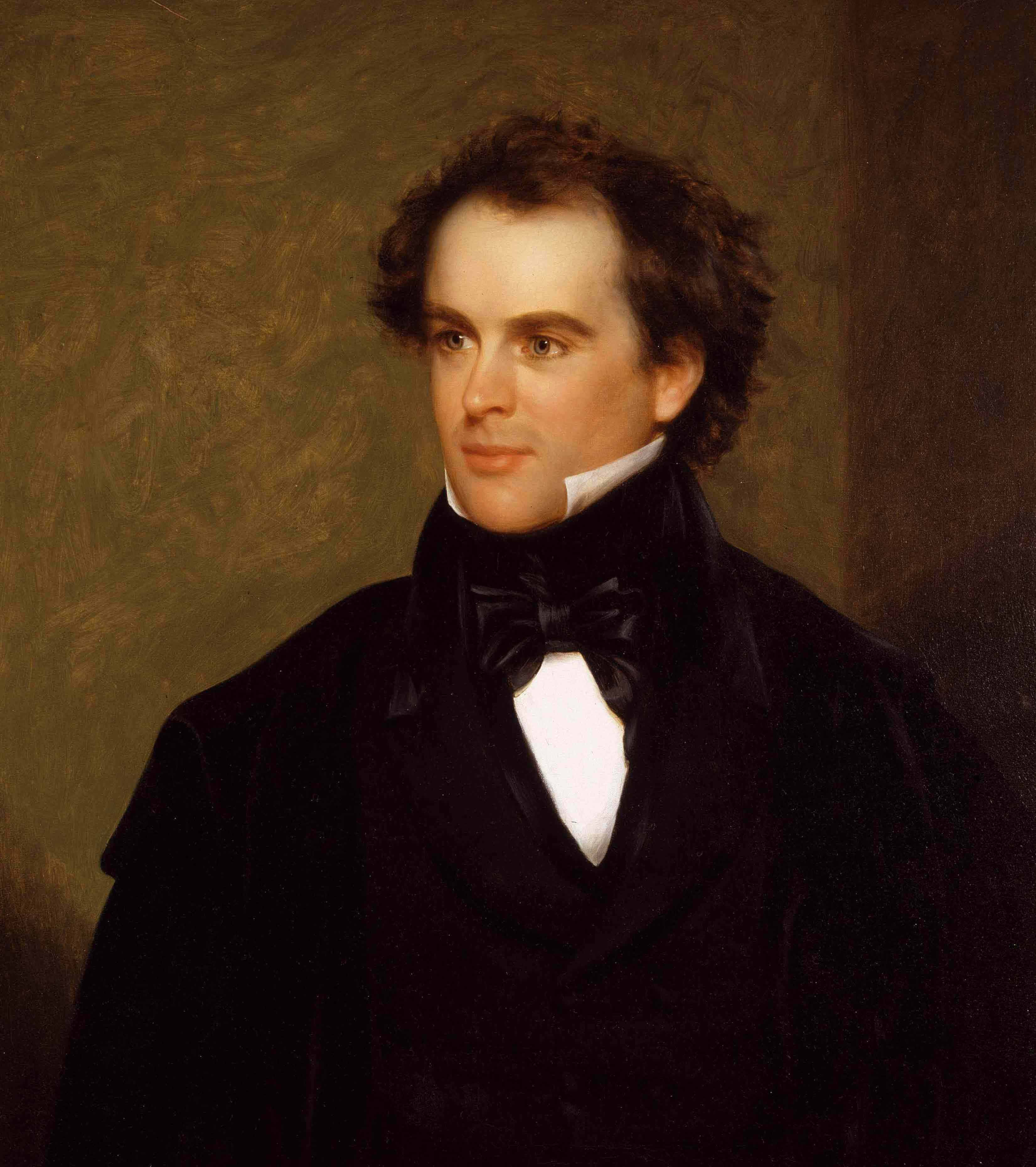
Nathaniel Hawthorne

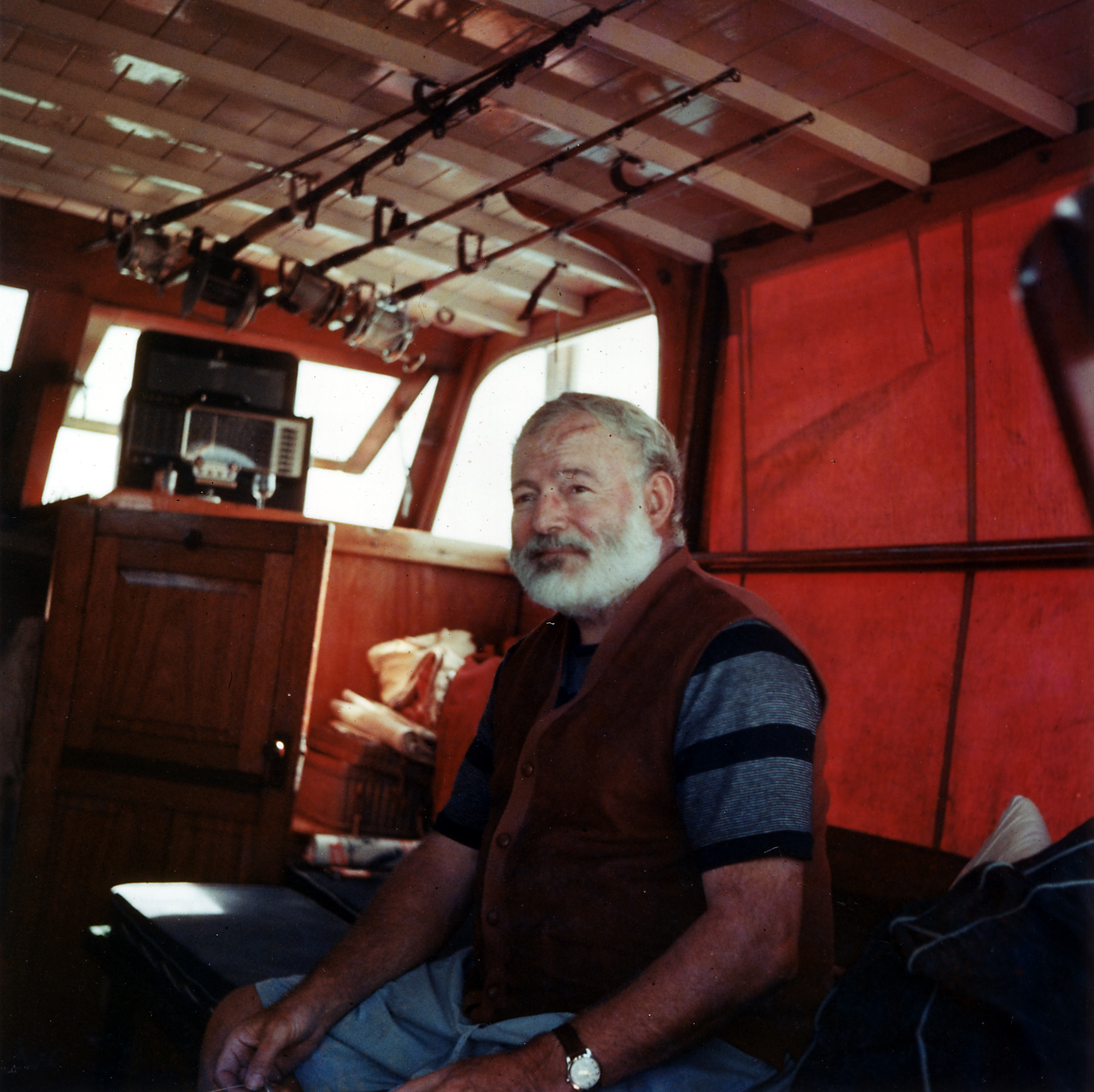
Ernest Hemingway

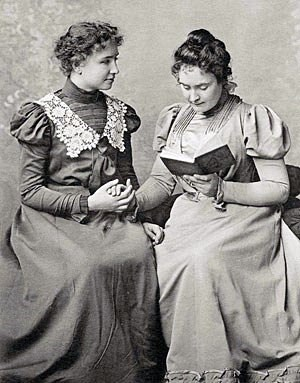
Helen Keller a tanárával

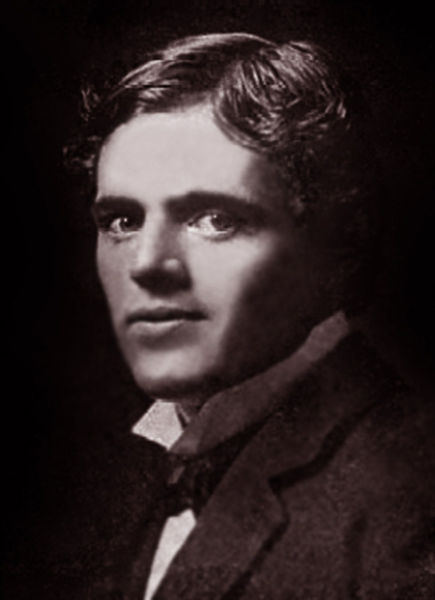
Jack London

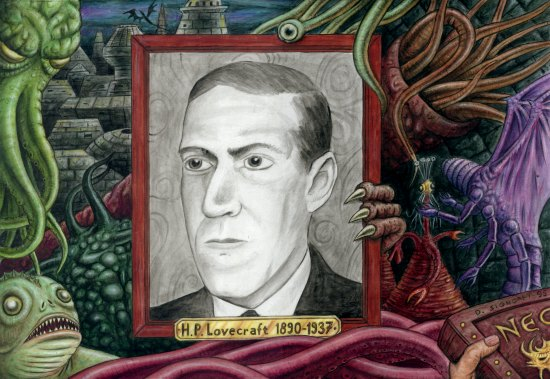
H. P. Lovecraft

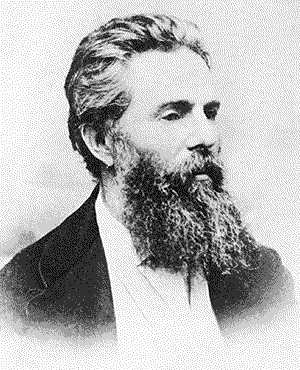
Herman Melville

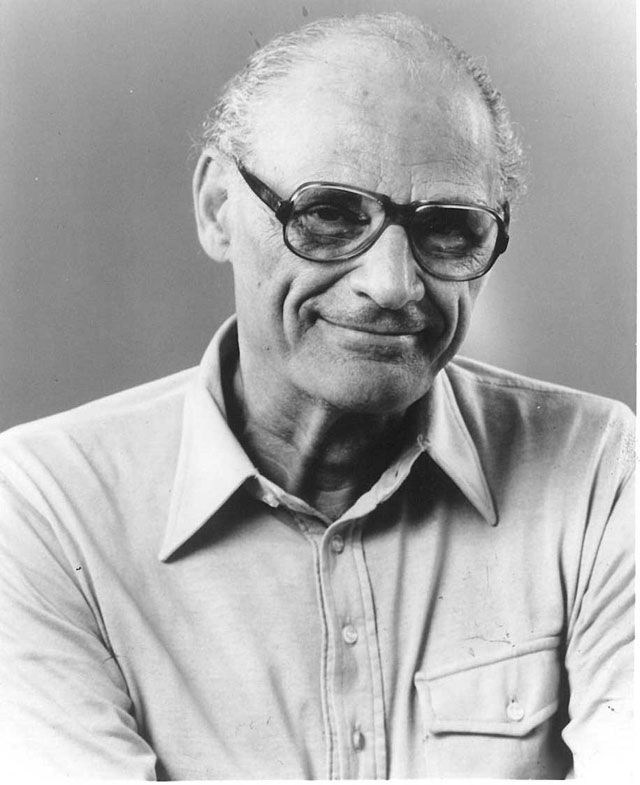
Arthur Miller

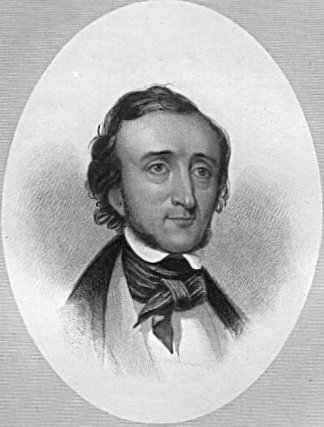
Edgar Allan Poe

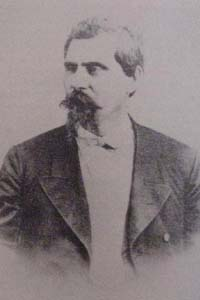
John Rollin Ridge

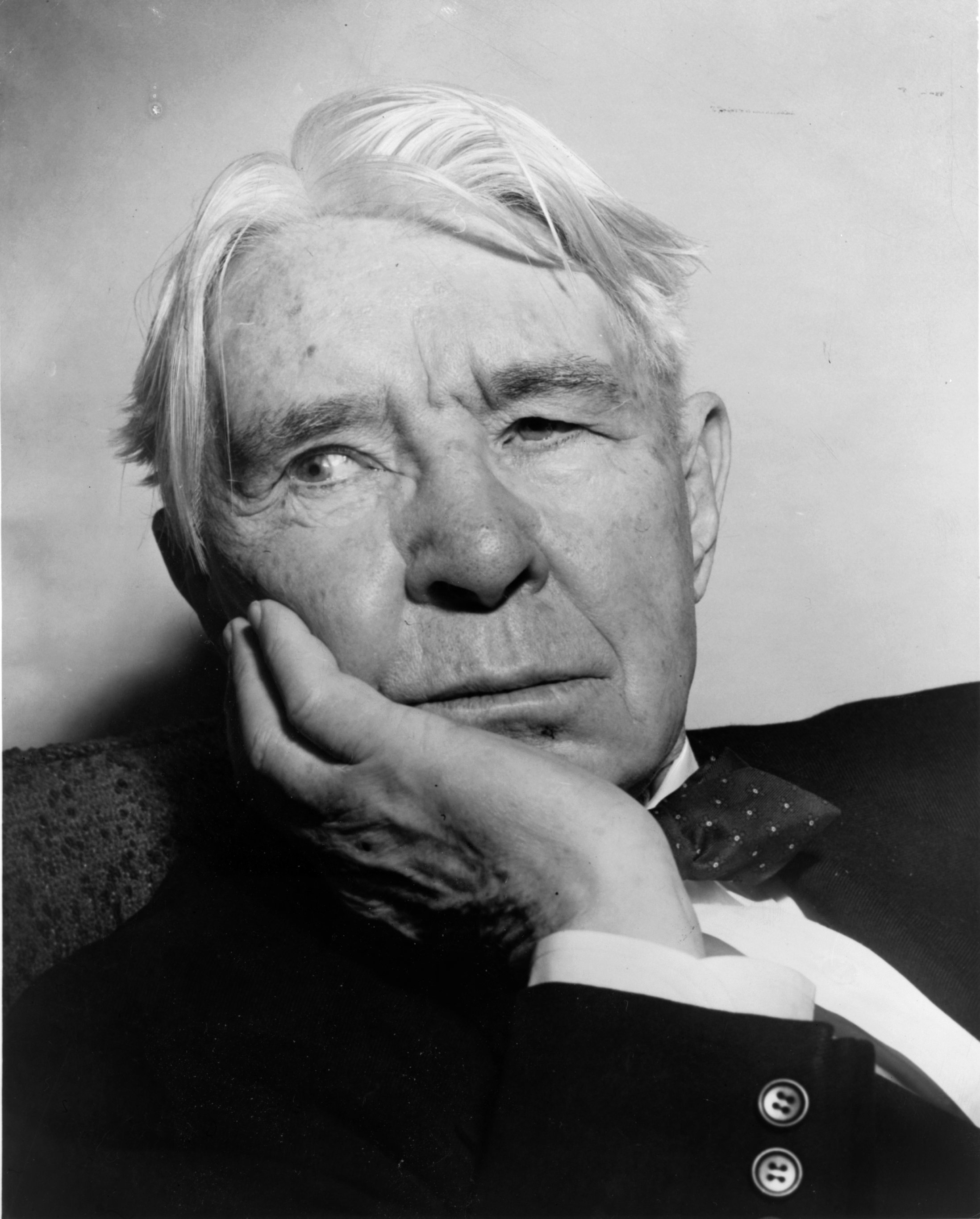
Carl Sandburg

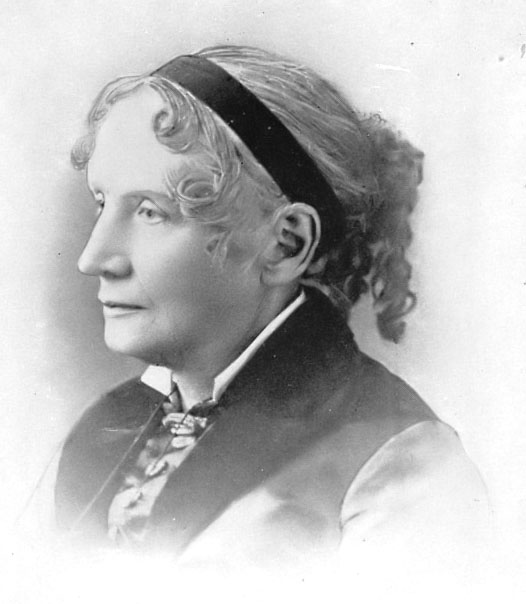
Harriet Beecher Stowe

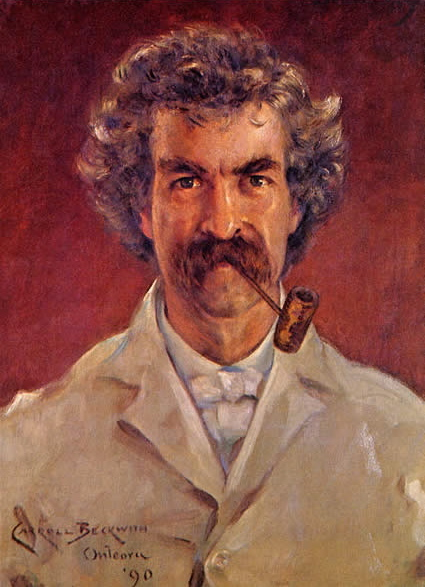
Mark Twain

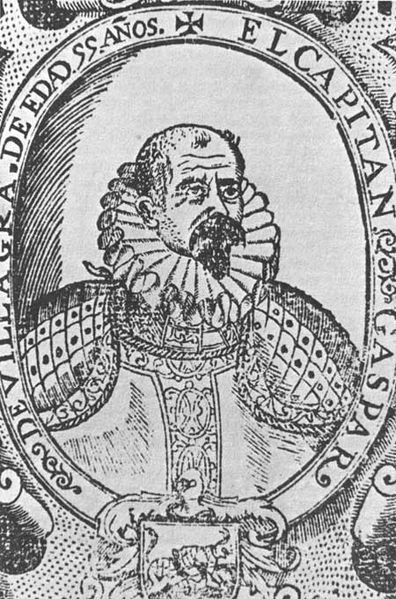
Gaspar Pérez de Villagrá

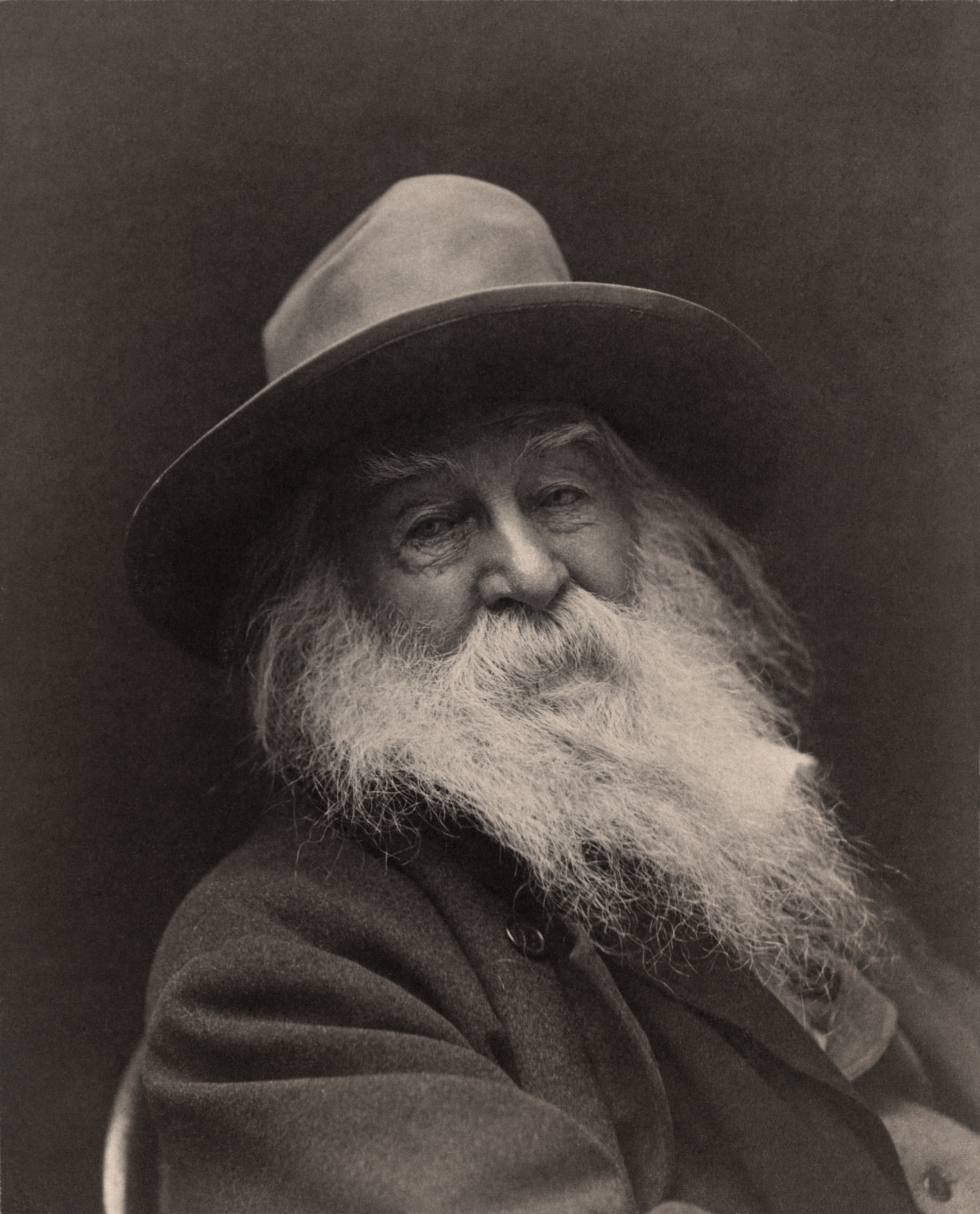
Walt Whitman

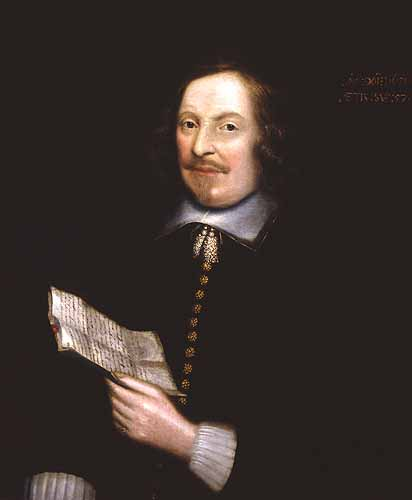
Edward Winslow

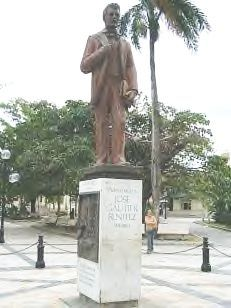
José Gautier Benítez szobra a Puerto Ricó-i Caguasban

- Kathy Acker (1947–1997)
- Oscar Zeta Acosta (1935–1974)
- Henry Adams (1838–1918)
- Renata Adler (1938–)
- James Agee (1909–1955)
- Conrad Aiken (1889–1973)
- Edward Albee (1928–2016)
- Laura Albert (JT LeRoy, 1965–)
- Louisa May Alcott* (1832–1888)
- Sherman Alexie (1966–)
- Horatio Alger (1832–1899)
- Nelson Algren (1909–1981)
- Woody Allen (1935–)
- Alurista (1947–, spanyol nyelvű)
- Rudolfo Anaya (1937–2020, spanyol nyelvű)
- Laurie Halse Anderson (1961–)
- Maxwell Anderson (1888–1959)
- Poul Anderson (1926–2001)
- Sherwood Anderson (1876–1941)
- Maya Angelou (1928–2014)
- Donald Antrim (1958–)
- Gloria E. Anzaldúa (1942–2004, spanyol-angol nyelvű)
- William Apess (1798–1839)
- John Ashbery (1927–2017)
- Isaac Asimov* (1920–1992)
- W. H. Auden (1907–1973)
- Jean M. Auel (1936–)
- Paul Auster (1947–2024)

B
- Richard Bach[1] (1936–)
- David Baldacci (1960–)
- James Baldwin (1924–1987)
- Maya Banks
- Amiri Baraka (1934–2014)
- Joel Barlow (1754–1812)
- Nevada Barr (1952–)
- William E. Barrett (1900–1986)
- John Barth (1930–2024)
- Donald Barthelme (1931–1989)
- Neal Bascomb (1971–)
- L. Frank Baum (1856–1919)
- Greg Bear (1951–2022)
- Saul Bellow (1915–2005) Nobel-díjas
- Peter Benchley (1940–2006)
- Thomas Berger (1924–2014)
- Steve Berry (1955–)
- Ambrose Bierce* (1842–1914)
- Elizabeth Bishop (1911–1979)
- William Peter Blatty (1928–2017)
- Lawrence Block (1938–)
- Judy Blume (1938–)
- Robert Bly (1926–2021)
- Black Elk (Hehaka Sapa) (1863–1950)
- T. Coraghessan Boyle (1948–)
- Paul Bowles (1910–1999)
- Ray Bradbury (1920–2012)
- William Bradford (1590–1657)
- Anne Bradstreet (1612–1672)
- Giannina Braschi (1953–)
- Richard Brautigan (1935–1984)
- Patricia Briggs (1965–)
- David Brin (1950–)
- Poppy Z. Brite (1967–)
- Joseph Brodsky* (1940–1996) Nobel-díjas
- Louis Bromfield (1896–1956)
- Gwendolyn Brooks (1917–2000)
- Terry Brooks (1944–)
- Charles Brockden Brown (1771–1810)
- Dan Brown[2] (1964–)
- Dee Brown (1908–2002)
- William Hill Brown (1756–1793)
- William Cullen Bryant (1794–1878)
- Pearl S. Buck* (1892–1973) Nobel-díjas
- Charles Bukowski (1920–1994)
- Edward Bunker (1933–2005)
- Frances Hodgson Burnett (1849–1924)
- Edgar Rice Burroughs (1875–1950)
- William S. Burroughs (1914–1997)
- Octavia E. Butler (1947–2006)

C
- Meg Cabot (1967–)
- Abraham Cahan (1860–1951, jiddis és angol nyelvű)
- James M. Cain (1892–1977)
- Erskine Caldwell (1903–1987)
- John Roswell Camp lásd: John Sandford
- Truman Capote* (1924–1984)
- Dale Carnegie (1888–1955)
- Willa Cather (1873–1947)
- Raymond Carver (1938–1988)
- Ana Castillo (1953–)
- James Oliver Causey (1924–2003)
- Michael Chabon (1963–)
- Raymond Chandler (1888–1959)
- Stephen Chbosky (1970–)
- John Cheever (1912–1982)
- C. J. Cherryh (1942–)
- Kate Chopin (1851–1904)
- Ward Churchill (1947–)
- Tom Clancy[2] (1947–2013)
- Mary Higgins Clark[2] (1927–2020)
- James Clear (1986–)
- Beverly Cleary (1916–2021)
- Ira Cohen (1935–2011)
- Billy Collins (1941–)
- Suzanne Collins (1963–)
- Michael Connelly (1956–)
- Robin Cook (1940–)
- Elizabeth Cook-Lynn (1930–2023)
- James Fenimore Cooper* (1789–1851)
- Patricia Cornwell[2] (1956–)
- Gregory Corso (1930–2001)
- S. A. Cosby (1973–)
- Hart Crane (1899–1932)
- Stephen Crane (1871–1900)
- Robert Creeley (1926–2005)
- Michael Crichton[2] (1942–2008)
- A. J. Cronin (1896–1981)
- Countee Cullen (1903–1946)
- E. E. Cummings (1894–1962)
- Michael Cunningham (1952–)
- James Oliver Curwood (1878–1927)
- David Cusick (1780–1840)
- Clive Cussler (1931–2020)

D
- Richard Henry Dana (1815–1882)
- Emily M. Danforth (1980–)
- Mark Z. Danielewski (1966–)
- Lame Deer (John Fire, 1900–1976)
- Don DeLillo (1936–)
- Vine Deloria, Jr. (1933–2005)
- Junot Díaz (1968-)
- Philip K. Dick (1928–1982)
- Emily Dickinson* (1830–1886)
- Joan Didion (1934–2021)
- Edgar Lawrence Doctorow (1931–2015)
- Hilda Doolittle (1886–1961)
- John Dos Passos (1896–1970)
- Frederick Douglass (1818–1895)
- Mourning Dove (Humishuma, 1888–1936)
- Rita Dove (1952–)
- Theodore Dreiser (1871–1945)
- Celia Dropkin (1887–1956, jiddis nyelvű)
- W. E. B. Du Bois (1868–1963)
- Paul Laurence Dunbar (1872–1906)
- Timothy Dwight (1752–1817)
- Wayne Dyer (1940–2015)

E
- Charles Eastman (Ohiyesa, 1858–1939)
- Frank Edwards (1908–1967)
- Dave Eggers (1970–)
- Riane Eisler (1931–)
- Black Elk (Hehaka Sapa) (1863–1950)
- Bret Easton Ellis (1964–)
- Harlan Ellison (1934–2018)
- Ralph Ellison (1913–1994)
- James Ellroy (1948–)
- Ralph Waldo Emerson (1803–1882)
- Louise Erdrich (1954–)
- Joe Eszterhas (1944–)
- Janet Evanovich[2] (1943–)

F
- Ladislas Farago (1906–1980)
- Richard Fariña (1937–1966)
- Howard Fast (1914–2003)
- William Faulkner* (1897–1962) Nobel-díjas
- Edna Ferber (1885–1968)
- Lawrence Ferlinghetti (1919–2021)
- Rachel Field (1894–1942)
- F. Scott Fitzgerald (1896–1940)
- Becca Fitzpatrick (1979–)
- Jonathan Safran Foer (1977–)
- Ford Madox Ford (1873–1939)
- Richard Ford (1944–)
- Karen Joy Fowler (1950–)
- Therese Anne Fowler (1967–)
- Paula Fox (1923–2017)
- Benjamin Franklin* (1706–1790)
- Jonathan Franzen (1959–)
- Charles Frazier (1950–)
- Philip Morin Freneau (1752–1832)
- Robert Frost (1874–1963)
- Robert Fulghum (1937–)

G
- John Gardner (1933–1982)
- Paul Gallico (1897–1976)
- William H. Gass (1924–2017)
- William Gibson (1948–)
- Allen Ginsberg* (1926–1997)
- Louise Glück (1943–2023) Nobel-díjas
- Rodolfo Gonzales (1928–2005, spanyol nyelvű)
- Jacob Michailovitch Gordin (1853–1909, jiddis nyelvű)
- Chaim Grade (1910–1982, jiddis nyelvű)
- John Green (1977–)
- Julien Green (1900–1998)
- Paul Green (1894–1981)
- John Grisham[2] (1955–)
- A. R. Gurney (1930–2017)
- David Guterson (1956–)

H
- Jessica Hagedorn (1949–)
- Edward Everett Hale (1822–1909)
- Alex Haley (1921–1992)
- Laurell K. Hamilton (1963–)
- Dashiell Hammett (1894–1961)
- Daniel Handler (1970–)
- Joy Harjo (1951–)
- George William Harper (1927–)
- Thomas Harris (1940–)
- Nathaniel Hawthorne* (1804–1864)
- Robert A. Heinlein (1907–1988)
- Lillian Hellman (1905–1984)
- Joseph Heller[1] (1923–1999)
- Ernest Hemingway* (1898–1961) Nobel-díjas
- O. Henry (1862–1910)
- Frank Herbert (1920–1986)
- James Herndon (1926–1990)
- Albert Hernhuter (1934–)
- Michael Herr (1940–2016)
- Abraham Joshua Heschel (1907–1972)
- Carl Hiaasen (1953–)
- George V. Higgins (1975–1999)
- Patricia Highsmith (1921–1995)
- Tomson Highway (1951–)
- Napoleon Hill (1883–1970)
- S. E. Hinton (1948–)
- Peretz Hirshbein (1880–1948, jiddis nyelvű)
- Oliver Wendell Holmes (1809–1894)
- Richard Hooker (1924–1997)
- Francis Hopkinson (1737–1791)
- Ben Horowitz (1966–)
- Khaled Hosseini (1965–)
- Robert E. Howard (1906–1936)
- Julia Ward Howe (1819–1910)
- William Dean Howells (1837–1920)
- Elbert Hubbard[1] (1856–1915)
- L. Ron Hubbard (1911–1986)
- Langston Hughes (1902–1967)
- Evan Hunter (Ed McBain, 1926–2005)
- Tonya Hurley
- Zora Neale Hurston (1891–1960)

I
- Iceberg Slim (1918–1992)
- Greg Iles (1960–)
- John Irving (1942–)
- Washington Irving* (1783–1859)
- Christopher Isherwood (1904–1986)

J
- Henry James (1843–1916) , amerikai–angol
- John Smith of Jamestown (1579–1631)
- Robinson Jeffers (1887–1962)
- Jerry B. Jenkins[2] (1949–)
- Pam Jenoff  (1972–)
- Sarah Orne Jewett (1849–1909)
- Alaya Dawn Johnson (1982–)
- James Weldon Johnson (1871–1938)
- James Jones (1921–1977)

K
- Lauren Kate
- Illana Katz (1946–)
- Helen Keller (1880–1968)
- Jack Kerouac* (1922–1969)
- Ken Kesey (1935–2001)
- Daniel Keyes (1927–2014)
- Sue Monk Kidd (1948–)
- Jeff Kinney (1971–)
- Martin Luther King (1929–1968)
- Stephen King[2] (1947–)
- Maxine Hong Kingston (1940–)
- Yusef Komunyakaa (1947–)
- Dean R. Koontz[2] (1945–)
- Elizabeth Kostova (1964–)
- Jayne Ann Krentz
- Alfred Kreymborg (1883–1966)
- Clare Kummer (1873–1958)
- James Simon Kunen (1948–)

L
- Louis L'Amour (1908–1988)
- Francis La Flesche (1857–1932)
- Lame Deer (Sánta Őz, 1900–1976)
- Tim LaHaye[2] (1926–2016)
- William Landay (1963–)
- Sidney Lanier (1842–1881)
- Nella Larsen (1891–1964)
- Ursula K. Le Guin (1929–2018)
- Harper Lee (1926–2016)
- Min Jin Lee (1968–)
- Henry J. Leir  (1900–1998)
- Charles G. Leland (1824–1903)
- Madeleine L'Engle (1918–2007)
- Elmore Leonard (1925–2013)
- Ben Lerner (1979–)
- Denise Levertov (1923–1997)
- Sinclair Lewis* (1885–1951) Nobel-díjas
- Vachel Lindsay (1879–1931)
- Hal Lindsey (1929–)
- Jonathan Littell (1967–) francia-angol nyelvű
- Patricia Lockwood (1982–)
- Jack London* (1876–1916)
- Henry Wadsworth Longfellow* (1807–1882)
- Audre Lorde (1934–1992)
- Mina Loy (1882–1966)
- Howard Phillips Lovecraft* (1890–1937)
- James Russell Lowell (1819–1891)
- Robert Lowell (1917–1977)
- Lois Lowry (1937–)

M
- Gregory Maguire (1954–)
- Norman Mailer (1923–2007)
- Rebecca Makkai (1978–)
- Bernard Malamud (1914–1986)
- Albert Maltz (1908–1985) regényíró, forgatókönyvíró.
- David Mamet (1947–)
- William March (1893–1954)
- Karl Marlantes (1944–)
- John P. Marquand (1893–1960)
- George R. R. Martin (1948–)
- Kati Marton (1949–)
- Edgar Lee Masters (1868–1950)
- Armistead Maupin (1944–)
- Robin Maxwell (1948–)
- Cormac McCarthy (1933–2023)
- Mary McCarthy (1912–1989)
- Carson McCullers (1917–1967)
- Archibald MacLeish (1892–1982)
- Larry McMurtry (1936–2021)
- Richelle Mead (1976–)
- Herman Melville* (1819–1891)
- Henry Louis Mencken (1880–1956)
- James Merrill (1926–1995)
- Thomas Merton (1915–1968)
- W. S. Merwin (1927–2019)
- Grace Metalious (1924–1964)
- Stephenie Meyer (1973–)
- Fern Michaels (1933–)
- Steven Millhauser (1943–)
- Edna St. Vincent Millay (1892–1950)
- Arthur Miller* (1915–2005)
- Avigdor Miller (1908–2001)
- Henry Miller (1891–1980)
- Joaquin Miller (1841–1913)
- Margaret Mitchell (1900–1949)
- Mountain Wolf Woman (Kéhachiwinga, 1884–1960)
- N. Scott Momaday (1934–2024)
- José Montoya (1932–, spanyol és angol nyelvű)
- Rick Moody (1961–)
- Christopher Moore (1957–)
- Clement Clarke Moore (1779–1863)
- Marianne Moore (1887–1972)
- Toni Morrison (1931–2019) Nobel-díjas
- Mourning Dove[3] (Humishuma, 1888–1936)
- Milton Murayama (1923–2016)

N
- Vladimir Nabokov (1899–1977)
- Ogden Nash (1902–1971)
- Alan Nelson (1911–1966)
- Sandra Newman (1965–)
- Audrey Niffenegger (1963–)
- Anaïs Nin (1903–1977)
- Larry Niven (1938–)
- Alyson Noël
- Frank Norris (1870–1902)

O
- Joyce Carol Oates (1938–)
- Tim O’Brien (1946–)
- Flannery O’Connor (1925–1964)
- Scott O'Dell (1898–1989)
- Clifford Odets (1906–1963)
- Frank O'Hara (1926–1966)
- John O'Hara (1905–1970)
- Iyeoka Okoawo (1975–)
- Lauren Oliver (1982–)
- Eugene O’Neill* (1888–1953) Nobel-díjas
- Meghan O’Rourke (1976–)
- Charles Olson (1910–1970)
- Joseph Opatoshu (1886–1954, jiddis nyelvű)
- Delia Owens (1949–)

P
- Gerald Wilburn Page (1939–)
- Thomas Paine (1737–1809)
- Chuck Palahniuk (1962–)
- Christopher Paolini (1983–)
- Barbara Park (1947–2013)
- Dorothy Parker (1893–1967)
- Katherine Paterson (1932–)
- James Patterson[2] (1947–)
- Gary Paulsen (1939–2021)
- Matthew Pearl (1975–)
- John Peck
- Walker Percy (1916–1990)
- Eleanor Perenyi (1918–2009)
- Frank E. Peretti (1951–)
- Marge Piercy (1936–)
- Pedro Pietri (1944–2004, spanyol nyelvű)
- Miguel Piñero (1946–1988, spanyol nyelvű)
- David Pinski (1872–1959, jiddis nyelvű)
- Sylvia Plath (1932–1963)
- Edgar Allan Poe* (1809–1849)
- Eleanor H. Porter (1868–1920)
- Katherine Anne Porter (1890–1980)
- Alexander Lawrence Posey[4] (1873–1908)
- Chaim Potok (1929–2002)
- Ezra Pound* (1885–1972)
- Mario Puzo (1920–1999)
- Thomas Pynchon (1937–)

Q
- Ellery Queen (Frederick Dannay, 1905–1982 és Manfred B. Lee, 1905–1971)

R
- Carl Rákosi (1903–2004)
- Ayn Rand (1905–1982)
- Marjorie Kinnan Rawlings (1896–1953)
- Wilson Rawls (1913–1984)
- Thomas Mayne Reid (1818–1883)
- Kenneth Rexroth (1905–1982)
- Carter Revard (1931–2022)
- Charles Reznikoff (1894–1976)
- Adrienne Rich (1929–2012)
- Laura E. Richards (1850–1943)
- Anne Rice (1941–2021)
- John Rollin Ridge (Yellow Bird, 1827–1867)
- Rick Riordan (1964–)
- Alberto Ríos (1952–)
- Tomás Rivera (1935–1984, spanyol és angol nyelvű)
- Harold Robbins (1916–1997)
- Tom Robbins (1932–2025)[5]
- Wolf Robe (Honehevotomah, 1838–1910)
- Nora Roberts (1950–)
- Edwin Arlington Robinson (1869–1935)
- Marilynne Robinson (1943–)
- Kim Stanley Robinson (1952–)
- Wendy Rose (1948–)
- Heinz Rosenberg (1921–1997)
- Henry Roth (1906–1995)
- Philip Roth (1933–2018)
- Mary Rowlandson (1635–1711)
- Mary Doria Russell (1950–)
- Pam Muñoz Ryan (1951–)

S
- Louis Sachar (1954–)
- Carl Sagan (1934–1996)
- Jerome David Salinger[1] (1919–2010)
- Carl Sandburg (1878–1967)
- John Sandford (eredeti nevén:John Roswell Camp) (1944–)
- Esmeralda Santiago (1948–, spanyol és angol nyelvű)
- William Saroyan (1908–1981)
- Steven Saylor (1956–)
- Alice Sebold (1963–)
- Hubert Selby (1928–2004)
- Ruta Sepetys (1967–)
- Anne Sexton (1928–1974)
- Gitl Schaechter-Viswanath (1958–, jiddis)
- Delmore Schwartz (1913–1966)
- Dr. Seuss[1] (1904–1991)
- Robert Sheckley (1928–2005)
- Irwin Shaw (1913–1994)
- Charles Sheldon (1857–1946)
- Sidney Sheldon (1917–2007)
- Walter James Sheldon (1917–1996)
- Barbara Sher (1935–2020)
- Lionel Shriver (1957–)
- Leslie Marmon Silko (1948–)
- Daniel Silva (1960–)
- Clifford D. Simak (1904–1988)
- Upton Sinclair (1878–1968)
- Isaac Bashevis Singer* (1902–1991, jiddis nyelvű) Nobel-díjas
- Joshua Slocum (1844–1909)
- Joan Slonczewski (1956–)
- Betty Smith (1896–1972)
- John Smith of Jamestown (1579–1631)
- William De Witt Snodgrass (1926–2009)
- Gary Snyder (1930–)
- Susan Sontag (1933–2004)
- Gary Soto (1952–)
- Nicholas Sparks[2] (1965–)
- Jerry Spinelli (1941–)
- Danielle Steel[2] (1947–)
- Gertrude Stein (1874–1946)
- John Steinbeck* (1902–1968) Nobel-díjas
- Neal Stephenson (1959–)
- Wallace Stevens (1879–1955)
- Maggie Stiefvater (1981–)
- R. L. Stine (1943–)
- Kathryn Stockett (1969–)
- Frank R. Stockton (1834–1902)
- Sandy Stone (1936–)
- Leon Eugene Stover (1929–2006)
- Harriet Beecher Stowe* (1811–1896)
- Lee Stringer (1949–)
- William Styron (1925–2006)
- Jacqueline Susann (1918–1974)

T
- Joni Eareckson Tada (1949–)
- Amy Tan (1952–)
- Luci Tapahonso (1953–, navahó nyelvű)
- Donna Tartt (1963–)
- Susan Taubes  (1928–1969)
- Edward Taylor (1642–1729)
- Kathrine Taylor (1903–1996)
- Sara Teasdale (1884–1933)
- Sheri Stewart Tepper (1919–2016)
- Celia Thaxter (1835–1894)
- Paul Theroux (1941–)
- Hunter S. Thompson (1937–2005)
- Mark Twain* (1835–1910)
- Henry David Thoreau (1817–1862)
- James Thurber (1894–1961)
- John Kennedy Toole (1937–1969)
- Amor Towles (1964–)
- Haunani-Kay Trask (1949–2021)
- Henry Theodore Tuckerman (1813–1871)
- Scott Turow (1949–)

U
- John Updike (1932–2009)
- Leon Uris (1924–2003)

V
- Gore Vidal (1925–2012)
- Gaspar Pérez de Villagrá (1555–1620, spanyol nyelvű)
- Helena Maria Viramontes (1954–)
- Gitl Schaechter-Viswanath (1958–, jiddis nyelvű)
- Gerald Vizenor (1934–)
- Willy Vlautin  (1967–)
- Kurt Vonnegut (1922–2007)

W
- Alice Walker (1944–)
- David Foster Wallace (1962–2008)
- Edward Lewis Wallant (1926–1962)
- Robert James Waller (1939–2017)
- Robert Penn Warren (1905–1989)
- Booker T. Washington (1856–1915)
- Jean Webster (1876–1916)
- Noah Webster (1758–1843)
- James Welch (1940–2003)
- Rebecca Wells (1953–)
- Eudora Welty (1909–2001)
- Nathanael West (1903–1940)
- Scott Westerfeld (1963–)
- Edith Wharton (1862–1937)
- Phillis Wheatley (1753–1784)
- E. B. White[1] (1899–1985)
- Ellen G. White (1827–1915)
- Colson Whitehead (1969–)
- Walt Whitman* (1812–1892)
- John Greenleaf Whittier (1807–1892)
- Elie Wiesel (Wiesel Eliézer, 1928–2016)
- Kate Douglas Wiggin (1856–1923)
- Michael Wigglesworth (1631–1705)
- Laura Ingalls Wilder (1867–1957)
- Thornton Wilder* (1897–1975)
- Ariel Williams Holloway (1905–1973)
- John Edward Williams (1922–1994)
- Roger Williams (1603–1684)
- Tennessee Williams* (1914–1983)
- William Carlos Williams (1883–1963)
- August Wilson (1945–2005)
- Edward Winslow (1595–1655)
- Owen Wister (1860–1938)
- Tom Wolfe (1930–2018)
- Thomas Wolfe (1900–1938)
- Mountain Wolf Woman (Kéhachiwinga, 1884–1960)
- Herman Wouk (1915–2019)
- Richard Wright (1908–1960)

Y
- Lois-Ann Yamanaka (1961–, hawaii kreol-angol)
- Hanya Yanagihara 1974–)

Z
- Timothy Zahn (1951–)
- Ofelia Zepeda (1952–, papago nyelvű)
- Gabrielle Zevin (1977–)
- Cecily von Ziegesar (1970–)
- Zitkala-Sa (1876–1938)
- Louis Zukofsky (1904–1978)

Puerto Ricó-i szerzők
A legismertebb Puerto Ricó-i szerzők listája (spanyol nyelvűek):
- Manuel A. Alonso (1822–1889)
- Jose Gautier Benitez (1848–1880)
- Julia de Burgos (1914–1953)
- Judith Ortiz Cofer (1952–2016)
- Jesús Colón (1901–1974)
- Jose de Diego (1866–1918)
- Rosario Ferré (1938–2016)
- Manuel Zeno Gandía (1855–1930)
- Enrique A. Laguerre (1905–2005)
- René Marqués (1919–1979)
- Alejandro Tapia y Rivera (1826–1882)
- Luis Rafael Sanchez (1936–)
- Lola Rodríguez de Tió (1848–1924)
- Cayetano Coll y Toste (1850–1930)

## Magyarul olvasható
*    egy vagy több műve magyarul olvasható
- Lásd: Magyarul olvasható amerikai költők, írók listája